# Spilogona minuta
Spilogona minuta är en tvåvingeart som först beskrevs av Harrison 1955.  Spilogona minuta ingår i släktet Spilogona och familjen husflugor. Inga underarter finns listade i Catalogue of Life.